# Michail Michailowitsch Tschaly
Michail Michailowitsch Tschaly (russisch Михаил Михайлович Чалый, ukrainisch Михайло Михайлович Чалий Mychajlo Mychajlowytsch Tschalyj; * 23. Juni 1963 in Sewastopol, Ukrainische SSR) ist ein russischer Politiker. Seit 2014 ist er Abgeordneter der Legislativversammlung der Stadt Sewastopol.

## Leben
Michail Tschaly ist der Bruder von Alexei Tschaly.
Er absolvierte 1986 die Höhere M.-W.-Frunse-Marineschule und diente von 1980 bis 2000 in der Sowjetischen Marine und der Russischen Seekriegsflotte. Zuletzt war er Kapitän 2. Ranges. Von 2000 bis 2014 war er für den von seinem Bruder Alexei gegründeten Konzern Tavrida Electric in verschiedenen Positionen tätig, unter anderem als stellvertretender Generaldirektor.
Im Zuge der Annexion der Krim durch Russland übte er von Februar bis Juni 2014 ehrenamtlich verschiedene Aufgaben im Koordinierungsrat und anschließend in der Regierung von Sewastopol aus. Von Juli bis September 2014 war er Direktor der Abteilung des Amtes des Gouverneurs und der Regierung von Sewastopol. Bei der Wahl der Legislativversammlung 2014 wurde Tschaly über die Liste von Einiges Russland zum Abgeordneten der Legislativversammlung von Sewastopol gewählt. Parallel dazu arbeitete er wieder für Tavrida Electric. Bei der Wahl der Legislativversammlung 2019 wurde Tschaly im Wahlkreis 7 erneut zum Abgeordneten gewählt.
Tschaly steht auf zwei Sanktionslisten der Ukraine.
Er ist Mitglied der Partei Einiges Russland. 
Ihm wurde zweimal der Orden der Freundschaft verliehen.